# Naturalisme pedagògic
El Naturalisme pedagògic també conegut com a educació natural, és un corrent que impulsa les primeres idees contemporànies sobre l'educació, aquestes neixen com a resposta als plantejaments del Renaixement, la Il·lustració i la Revolució Francesa. Aquest corrent va ser ben vist a Europa, els EUA i Amèrica del Surd, lloc on van ser les arrels pel desenvolupament de l'Escola Nova, les principals característiques d'aquestes són: la llibertat de l'infant, l'autoactivitat, el laïcisme i la coeducació (Luque, 2006).
La principal base del naturalisme pedagògic és el pensament que l'home és bo per naturalesa. Des del punt de vista educatiu el mestre ha d'intentar intervenir el mínim possible en l'educació de l'infant, ja que d'aquesta manera el nen/a mostrarà de manera natural els seus interessos. En definitiva l'experimentació, l'acció dels infants per sobre de la paraula i el contacte amb la natura són punts claus en l'educació dels infants. (Chávez, Deler & Suárez, 2009).
No va ser fins després de la setmana tràgica, al voltant de l'any 1902, quan Catalunya va introduir les aportacions educatives del naturalisme pedagògic a l'escola catalana (Gonzalez, 1991).
Els principals precursors d'aquest corrent educatiu són:Jean-Jacques Rosseau, Johann Heinrich Pestalozzi, Friedrich Fröbel i Johann Friedrich Herbart.

## Jean-Jacques Rousseau
Jean Jacques Rousseau va néixer a Ginegra l'any 1712 i va morir l'any 1778 a Ermenonville a l'edat de 66 anys. Va ser escriptor, músic i filòsof francés. És considerat el principal precursor del naturalisme pedagògic.

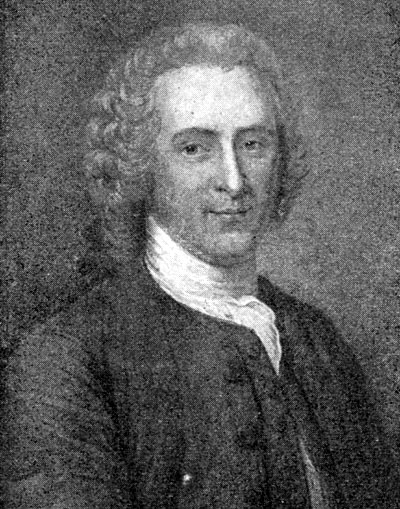
Jean-Jacques Rousseau

Fill d'una humil família, el seu pare era rellotger i la seva mare va morir quan ell va néixer. Quan tenia deu anys va anar viure amb el seu tiet, ja que el seu pare va haver de marxar del país per problemes judicials, però no va ser fins als setze anys que sota la tutela de Madame de Warens va començar a estudiar llatí i música. Posteriorment va continuar els seus estudis en diferents disciplines com la història, la literatura, la filosofia, les matemàtiques, l'astronomia, la física i la història natural. A causa de les seves últimes obres va ser desterrat de França, ja que aquestes aportaven noves idees en el món de l'educació i la visió de l'home vers la societat. Anys més tard el 1778, va tornar a França, més concretament a Ermenonville, lloc on va residir a casa de René de Giraldin (el seu últim alumne). Finalment, aquell any va morir (Vilafranca, 2012, p. 37-39).
Les aportacions de l'autor vers l'educació van suposar un nou enfocament en el món de la teoria del coneixement. Segons Rousseau l'educació no ha d'alterar les lleis del creixement natural de les persones (Rousseau, 2011). Influenciat per Thomas Hobbes i John Locke, Rosseau aporta nous pensaments a l'hora d'entendre a les persones. Partint de la idea principal en què la llibertat i els interessos de cada persona no s'han de veure influenciats per la societat, Rosseau exposa en el seu llibre Emili que l'home és bo per naturalesa però és la societat qui el corromp (Cordero, 2005).

### Obres
Jean Jacques Rousseau va escriure un total de 27 llibres entre els anys 1742 i 1781, dels quals es destaquen tres situats en el corrent del naturalisme pedagògic.

#### Julie ou la Nouvelle Héloïse(Júlia o la nova Eloisa), 1761
Novel·la romàntica publicada l'any 1761, escrita per Rosseau quan va estar invitat a Chevrette, el nord de París, per madame d'Épinay. L'obra parla sobre l'amor impossible de Júlia d'Étange i el seu mestre de nivell socioeconòmic baix.
El llibre està format per un prefaci i sis parts on es mostren una sèrie de cartes entre dos amants on es relata el seu amor. Tot i ser una novel·la de caràcter romàntic trobem un rerefons de caràcter didàctic i filosòfic (Rousseau, 1836).

#### Du contrat social, ou principes du droit politique(El contracte social), 1762
Obra principal de Rousseau dividida en quatre llibres. L'autor aporta el seu punt de vista sobre la filosofia política de la societat. Parla sobre la igualtat i llibertat de totes les persones dins l'estat. En definitiva Jean Jacques Rousseau proposa un contracte social (entre les persones i la societat) per tal de crear un bon clima de convivència. Es diu que aquest llibre fou un dels molts incitadors de la Revolució Francesa per les seves idees polítiques (Rousseau, 2004).

#### Émile, ou De l'éducation(L'emili o de l'educació), 1762
Obra composta per cinc llibres de caràcter filosòfic que parlen sobre la naturalesa de l'ésser humà. Rousseau mostra la seva concepció sobre l'educació de l'infant, aquesta ha de seguir un curs natural, que està dividit en cinc etapes (Nassif, 1962)
- Capítol I: És el període de lactància dels infants, comporta dels 0 als 2 anys.
- Capítol II: Període d'infància, dels 2 als 12 anys. Parla sobre l'adquisició de la parla i el sistema de locomoció.
- Capítol III: Període dels 12 als 15 anys. Parla del coneixement mitjançant l'auto experiència.
- Capítol IV: Període dels 15 als 20 anys. Introdueix els sentiments com un concepte clau per les relacions socials.
- Capítol V: Període dels 20 als 22 anys. Últim llibre de l'Emili on explica com la persona és una persona adulta i s'insereix en la societat, també es parla de la família i l'educació de les dones.

## Friedrich Wilhelm August Fröbel

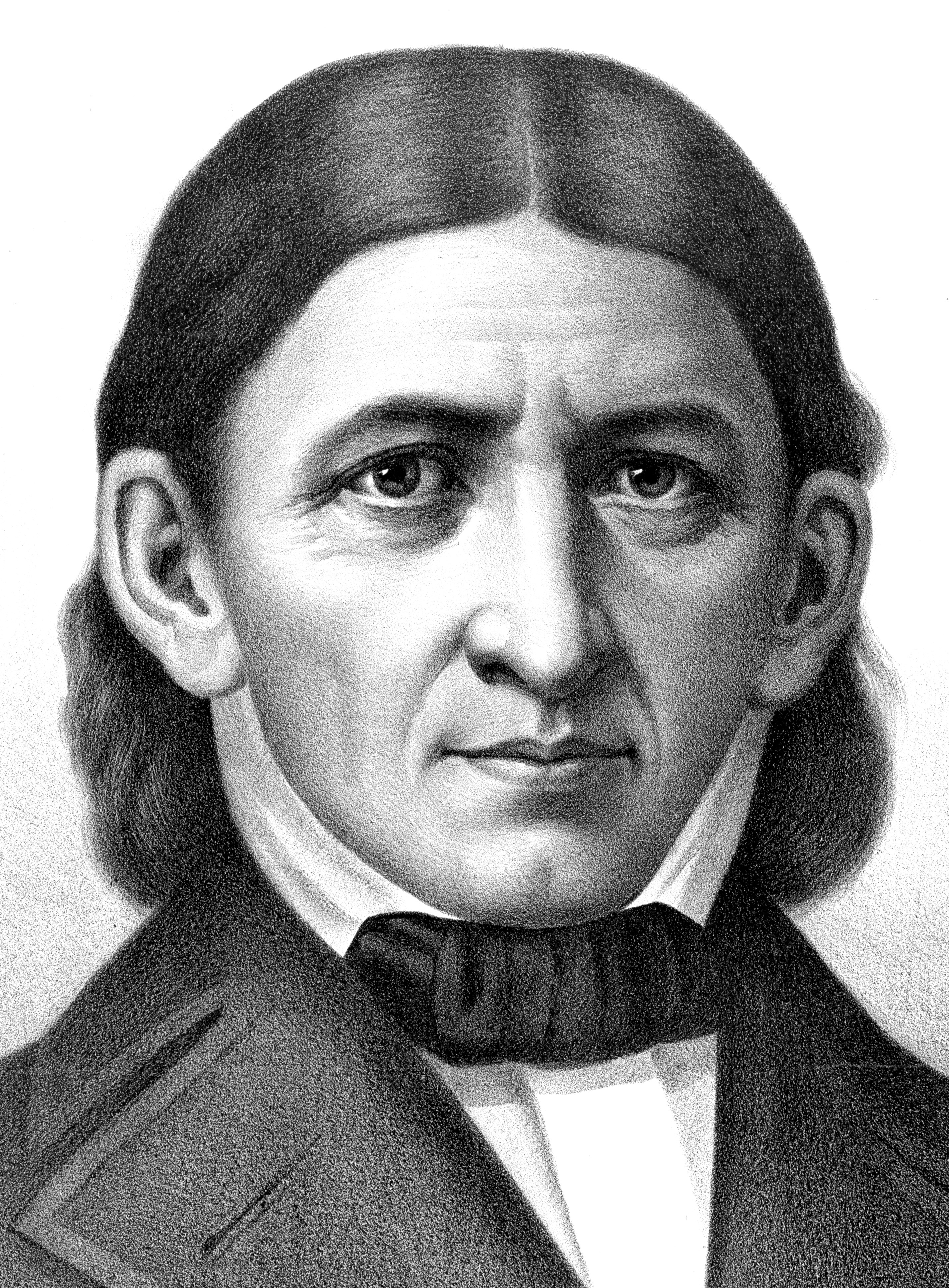
Friedrich Wilhelm August Fröbel

Friedrich Wilhelm August Fröbel, més conegut com a Fröbel, va néixer a Thuringia el 21 d'abril de 1782 i va morir a Mariental el 21 de juny de 1852. Va ser un pedagog alemany creador del terme jardí d'infància o com ell ho anomenava "kindergarten"(Best, 2016).
Fill d'una humil família, el seu pare era clergue i la seva mare va morir quan ell tenia nou mesos. L'any 1792, a l'edat de deu anys va anar a viure amb el seu tiet, qui li va proporcionar l'oportunitat d'estudiar anys més tard matemàtiques i botànica. No va ser fins anys més tard, el 1805, que es va interessar per la rama de magisteri. Influenciat per Pestalozzi, amb qui va treballar, va desenvolupar la seva pròpia teoria educativa sobre la llar d'infants (Curtis, 2017).
Froëbel va ser el creador del terme "kindergarten": ell creia que les mares eren les úniques persones competents capaces d'ensenyar als seus fills els valors i la intel·ligència durant els 7 primers anys de vida; però, durant els anys, va comprendre que cap mare tindria la suficient resistència per poder ensenyar totes aquestes coses per tal que es pugui fer justícia a les seves naturaleses, així que va pensar que necessitaven un suport: d'aquí va sorgir el "kindergarten" l'any 1939, idea en la qual proposava que una dona, estigués cuidant a diferents nens durant 3 hores cada dia, fins que aquests tinguessin 7 anys, edat suficient per poder ser enviats a l'escola (Froëbel, 1885).

### Obres
Les obres més importants de Froëbel són:

#### Die Menschenerziehun(L'educació de l'home), 1826
Es va publicar l'any 1826 convertint-se en una obra que continua vigent en els aspectes més importants que impliquen a l'educació. Aquest llibre defineix el joc com una prova intel·ligent de l'home durant la infància. Origina el goig, la llibertat, la satisfacció, la pau amb si mateix i amb els altres i la pau amb el món, el joc és, l'origen dels majors béns. No s'ha de veure el joc com un entreteniment, sinó com una activitat significativa, és a dir, que aporta coneixements. (Cuellar, 2005).

#### Mutter- und Koselieder(Cants i carícies maternals), 1843
Froëbel donava especial importància a la relació entre mare i fill, és per això que va crear aquest llibre. És un recull de poesies, jocs educatius i cançons dirigits a les mares amb instruccions pedagògiques. La finalitat d'aquesta obra és estimular els sentits dels infants en els primers mesos de vida (Bernardini & Soto, 2003).

#### Tractats
A més a més va realitzar una serie de tractats on defensaba una nova línia d'educació infantil, el Kindergarten (l'educació preescolar). Els tractats més importants que trobem són (Heiland, 1993):
- Die Menschenerziehung, die Erziehungs-, Unterrichts- und Lehrkunst, angestrebt in der allgemeinen deutschen Erziehungsanstalt zu Keilhau. (La educación de las personas, el arte de educación, instrucción y enseñanza, dirigido a la institución educativa alemana en general a Keilhau). Keilhau-Leipzig, 1826.
- Die Kindergärten. Bedürfnis der Zeit, Grundlage einigender Volkserziehung (El kindergarten. Necesidad de nuestro tiempo y fundamento de una educación popular unificadora). Francfort, 1848 amb la col·laboració de Middendorff.
- Durchgreifende, dem deutschen Charakter erschöpfend genügende Erziehung ist das Grund- und Quellbedürfnis des deutschen Volkes (La necesidad básica y primordial del pueblo alemán es una educación radical que satisfaga plenamente su carácter) Keilhau, 1821.
- Über deutsche Erziehung überhaupt und über das allgemeine Deutsche der Erziehungsanstalt in Keilhau insbesondere (Sobre educación alemana en general y sobre los rasgos alemanes del Instituto de Educación de Keilhau en particular) Keilhau, 1822.

## Johann Heinrich Pestalozzi

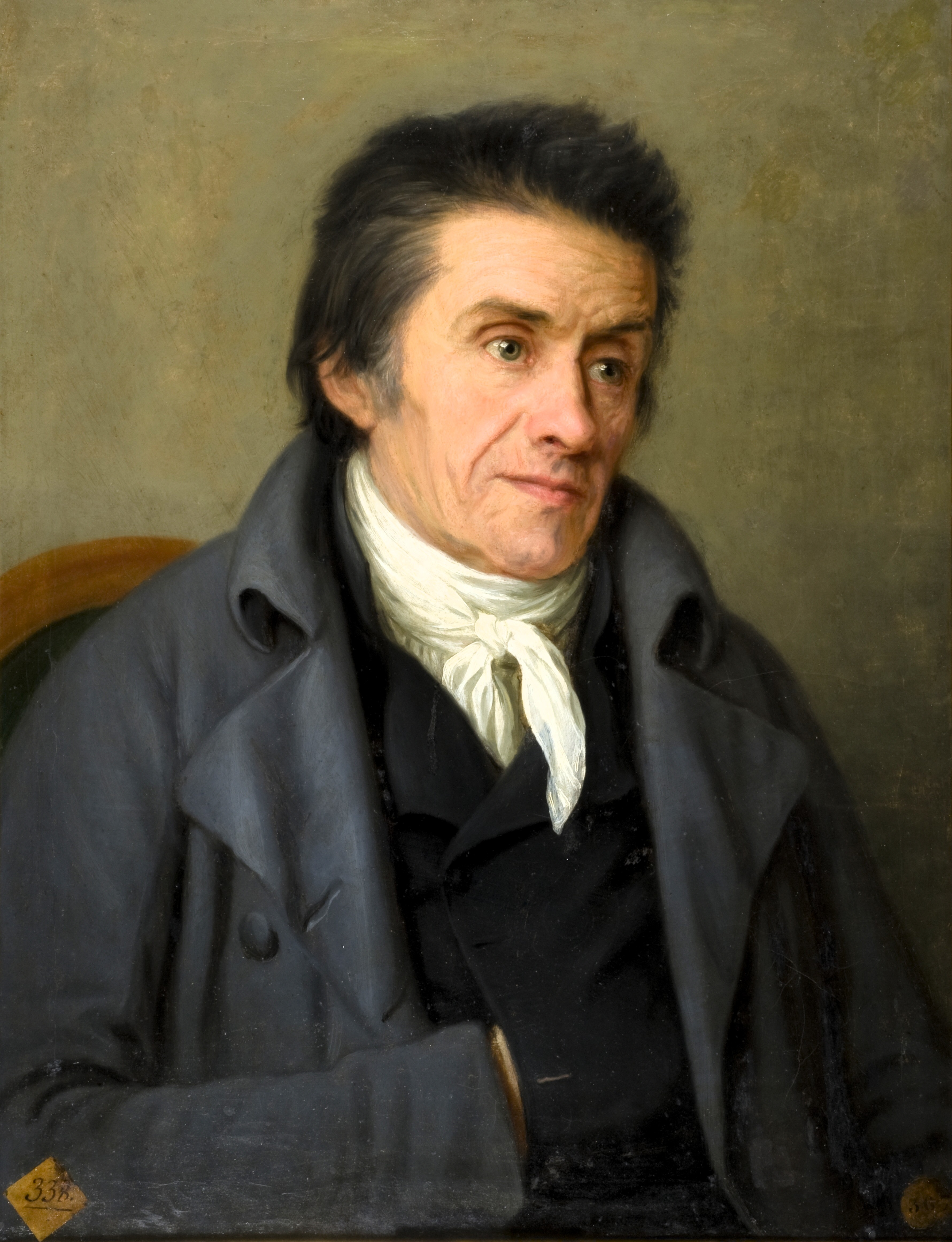
Johann Heinrich Pestalozzi

Johann Heinrich Pestalozzi va néixer a Zúric (Suïssa), el 12 de gener de 1746 i va morir el 17 de febrer de 1827 a Brugg (Suïssa). Als 5 anys el seu pare va morir i es va quedar a càrrec de la seva mare, que va influenciar que la seva educació fos totalment maternal i femenina. Va estudiar humanitats en l'escola Collegium Carolinum fins a l'any 1765, i va ser influenciar pel seu professor Bodmer, un home d'idees democràtiques (Pérez, 2006).
Per a Pestalozzi la influència maternal va ser primordial, és aleshores quan va introduir una nova forma de veure l'educació infantil des d'un punt de vista femení i maternal (Horlacher, 2011). Per tal de desenvolupar i que les persones apliquessin la seva teoria, Pestalozzi va publicar l'any 1801 un llibre anomenat "Wie Gertrud ihre Kinder lehrt" (Com Gertrudis educa els seus fills), on parla de la seva teoria educativa, psicològica i didàctica, el concepte d'educació popular i els mitjans que s'han de fer servir per a educar (Pestalozzi, 2009). Per tal d'apropar els seus pensaments i la seva teoria a tothom, Pestalozzi va fundar els seus instituts en Burgdof, Münchenbuchsee i Yverdon i va promoure la publicació de diferents manuals d'ensenyament (Horlacher, 2011).

### Obres
Les obres més significatives de Johann Heinrich Pestalozzi relacionades amb el naturalisme són:

#### Die Abendstunde eines Einsiedlers(La vetllada d'un solitari. I altres escrits), 1780
Obra influenciada pels escriptors més reconeguts del segle de les llums. Pestalozzi, influenciat per Rousseau, en aquest llibre expressa la seva filosofia i els seus principis educatius, que temps més tard haurien de ser utilitzats per l'autor en institucions modèliques, i propostes com un medi de regenerar la societat. Pestalozzi parla d'un nou model d'educació (humanista), el qual combina els valors individuals de les persones amb els interessos de la societat, i els ideals de llibertat amb els de justícia, tot en un sistema educatiu basat en la psicologia dels educands i en un procés natural d'aprenentatge. És important ressaltar el paper que dona Pestalozzi a les dones com a primeres, principals i/o en molts casos úniques educadores (Pestalozzi, 2001).

#### Wie Gertrud ihre Kinder lehrt(Com Gertrudis educa els fills), 1801
Aquesta va ser l'obra més rellevant sobre l'educació que va escriure Pestalozzi. Va ser escrit l'any 1801 quan exercia de mestre a Burgdof. En aquest llibre l'autor explica els fonaments del seu sistema educatiu, innovador per l'època. En ell es mostren les investigacions que va fer per tal de dur l'educació a un àmbit més globalitzador on l'infant sigui el participant principal de la seva educació.
Obra escrita per catorze cartes dirigides al seu amic Heinrich Gessner.(Pestalozzi, 2009)

#### Briefe zur frühkindlichen Bildung(Cartes sobre educació infantil), 1819
En aquest llibre Pestalozzi explica les seves idees pedagògiques. És una obra de síntesi realitzada amb el propòsit de concedir una visió ordenada i completa del seu pensament i de les seves experiències en les feines i la tècnica de l'escola. Mitjançant aquesta obra podem tenir un coneixement directe de Pestalozzi gràcies als seus propis relats. Comença explicant el paper clau que desenvolupa la mare en l'educació bàsica de l'infant. Un tractat que parla des del principi fins al final de la pedagogia que s'aplica a l'edat preescolar i a l'ensenyament primari. (Pestalozzi, 1988).

#### Schwanengesang(El cant del cigne), 1826
És l'última obra que va escriure Pestalozzi un any abans de morir. Es considera un testament pedagògic, en el qual a part de moltes dades biogràfiques, fa un resum de tota la seva teoria pedagògica. Ens parla de dues parts de filosofia pedagògica, a la qual Pestalozzi nomena "la idea d'educació elemental" o sistema pedagògic propi. Els principals aspectes són: importància de la mare i la llar en l'educació de l'infant, principi del desenvolupament natural i harmònic, formació del llenguatge, educació moral, educació pràctica i l'educació intel·lectual. (Pestalozzi, 2003)

## Johann Fiedrich Herbart
Johann Fiedrich Herbart va néixer a Oldenburg (Alemanya), el 4 de maig de 1776 i va morir l'11 d'agost de 1841 a Göttingen (Alemanya). La mare provenia d'una família de classe mitjana, filla d'un metge; el pare era funcionari del govern més concretament conseller de justícia. Tot i el seu bon nivell sociocultural, Herbart va tenir una infància difícil a causa de la separació dels seus pares i posteriorment l'abandonament familiar del pare. No va ser fins als 12 anys quan va assistir a l'escola de forma oficial. Anteriorment rebia classes particulars a casa, ja que va ser la mare l'encarregada de la seva educació amb l'ajuda d'un tutor especialitzat. L'any 1794 va ingressar, junt amb la seva mare, a la Universitat de Jena (universitat amb influència Kantiana) on va estudiar Filosofia. Gràcies al doctorat realitzat l'any 1802 va exercir durant 7 anys com a professor a la Universitat de Göttingen. L'any 1809 a Königsberg (Prússia) va fundar la seva pròpia escola a casa seva anomenada "Escola Experimental" lloc on impartia seminaris de pedagogia per a la preparació científica de futurs mestres. Finalment el 1833 va tornar a Gotinga, lloc on va morir 8 anys després (Montserrat i Vallvè, 2012).

### Obres
Les principals obres de Johann Fiedrich Herbart són (Hilgenheger, 1993):

#### Allgemeine Pedagogik(Pedagogia general derivada del fi de l'educació), 1806
Assaig escrit per Herbart on tracta l'educació amb un punt de vista filosòfic. Dividit en tres llibres on la finalitat d'aquests és mostrar la importància de la formació de les persones(Herbart, 2014).

#### Umriss paedagogischer Vorlesungen(Esbós per a un curs de pedagogia), 1835
En aquesta obra l'autor, parla sobre el mètode d'educació, qüestions ètiques i psicològiques de la societat i també ens mostra els obstacles de l'educació i els medis per dur-la a terme. Ofereix una visió global de la pedagogia des del punt de vista científic (Fermoso, Capella & Collom, 2007).

## Relació amb l'actualitat
Actualment es pot dir que Rousseau, Pestalozzi, Fröebel i Herbart són els predecessors de l'Escola Nova. Gràcies a totes les seves aportacions educatives avui dia l'educació és una manera de transformar a les persones, d'ajudar-les i guiar-les.
Per exemple gràcies a Rousseau actualment l'educació tracta d'ajudar els seus alumnes mitjançant la resolució de problemes. D'aquesta manera poden adquirir i desenvolupar les seves competències personals, intrapersonals i l'autonomia de cara a un futur (Sierra & Pérez, 2015).
Cap al segle xix van començar a implementar l'arquitectura ideada per Fröebel a les llars d'infants, introduint els horts, cabanyes i animals vius. Actualment ha ressorgit aquesta idea d'apropar la natura als infants mitjançant els horts i els animals vius. Així afavoreixen l'autonomia, el contacte amb el món exterior i la responsabilitat (Lahoz, 1991).
Finalment esmentar l'apropament de la família a l'educació dels infants gràcies a les aportacions de la pedagogia de Pestalozzi i Fröebel (Vicen, 1998).